# 조선방송협회
조선방송협회(朝鮮放送協會)는 대한민국 최초의 무선 방송을 시작했던 방송국으로 현재의 한국방송공사의 전신이다. 미국에서 1920년 세계 최초의 라디오 정규방송(KDKA (AM)) 이후 7년 만이었으며 당시 일본 제국에서는 도쿄(JOAK), 오사카(JOBK), 나고야(JOCK)에 이어 4번째 방송국이었다. 1926년 11월 30일, 사단 법인 경성방송국의 설립이 허가되어, 12월 9일에 방송용 사설 무선 전화 시설이 허가되었다 (호출부호 JODK, 사용 전파장: 367m (주파수: 817kHz), 공중선 전력 1kW). 1927년 1월 20일에 시험 방송을 시작했지만, 다른 방송국과의 혼신을 피하기 위해서, 전파장을 345m (주파수: 870kHz)로 변경하고, 2월 16일에 본방송을 시작했다. 장비는 영국산 마르코니 6Q형 방송송신기와 15kW급 변압기 4개, 14kW급 충전용 전동발전기 3대, 6kW급 송신기용 전동 교류발전기 2대 등이었다.
사옥의 위치는 서울특별시 중구 정동 1번지이다. 초기에는 방송국 건물에서 직접 전파를 송출한 형태였다. 오전 6시부터 오후 11시까지 하루 17시간 방송을 하였는데 방송 내용은 일본어 70%와 한국어 30%정도의 비율로 교차되어 방송하였다. 나중에는 한국어와 일본어가 별도의 채널로 분리되었었다.

## 역사

### 개국
일제강점기 조선에 라디오가 들어온 것은 1920년대 중반이다. 1924년 12월 17일 《조선일보》는 조선인이 주관하는 첫 라디오 시험방송을 보도했고, 우미관에서 열린 시연회 행사장에는 수많은 사람들이 몰려들어 그 수가 3천 명에 달해, 입장권 배부처 옆 도로는 전차 통행이 불가능할 지경이었다고 전해진다. 이듬해 1925년 여름 조선총독부 체신국이 라디오 시험방송을 개시하였고, 1년 6개월 동안 경성 방송국을 설립하기 위한 준비가 진행되었다. 방송국의 부지는 높은 지대를 고려해 해발 84m의 정동 1번지로 정해졌는데 당시만 해도 큰 건물이 없어 시내가 한 눈에 다 보이는 고지대였다. 완공 당시 경성방송국 사옥은 대지 190평, 지하 1층-지상 2층에 방송용 첨탑을 갖춘 건물이었다.
1927년 2월 16일 오후 1시 정각, 경성방송국이 JODK라는 콜 사인과 함께 첫 전파를 쏘아올렸다. 당시 JODK라는 콜 사인은 도쿄방송국의 JOAK, 오사카방송국의 JOBK, 나고야방송국의 JOCK 다음으로 개국하였다는 의미에서 알파벳 'D'가 배정되었다. 콜 사인은 일본인 방송주임 미쓰나가가 일본어로 진행하였으며 곧이어 한국 최초의 여성 방송인이자 아나운서였던 이옥경이 한국어로 동시 통역하는 방식으로 진행되었다.
초창기 경성방송국의 편성표는 뉴스, 기악연주, 단가, 만담, 강연, 소설 낭독, 외국어 강좌, 라디오극, 국악 등으로 구성되었다. 개국 당시 뉴스는 오후 3시 50분과 오후 7시로 두 차례 방송되었는데 이는 방송국 직속 기자가 없어 통신에 의존했기 때문이었으며, 공공기관의 공지를 주요 뉴스로 전했기 때문에 휴일에는 "오늘 뉴스는 없습니다"라는 내용을 전하기도 했다.

### 발전
경성방송국은 1932년 4월 7일 법인명을 조선방송협회로 개칭하였으며, 1935년에는 '경성중앙방송국'으로 개칭되었다. 1933년 4월 26일에는 일본어로 방송하는 900kHz의 경성제1방송과 한국어로 방송하는 610Khz의 경성제2방송을 하기 시작하였고 방송기술과 장비의 발달이 이루어지고 뉴스, 드라마 등의 방송내용도 크게 인기를 끌기 시작하며 또한 시장에 스피커 내장식의 휴대용 라디오가 많이 보급되어 라디오 전성기를 이루었다. 1937년에는 10만대의 라디오가 한국에 보급되었다. 전국 방송을 위해 연희동에 10kW급 연희 송신소를 만들었고 이후 50kW로 출력을 증강하였다.
같은해에 부산에서 부산방송국(JBAK)이 개국하였으며 1936년에는 평양(JBBK)에, 1937년에는 청진(JBCK)에, 1938년에는 이리(JBFK)와 함흥(JBDK)에 지방방송국을 잇달아 설치하였다. 이후 대구(JBGK), 광주(JBHK), 대전(JBIK), 원산(JBJK), 해주(JBKK), 신의주(JBLK), 춘천(JBMK), 마산(JBOK), 목포(JBNK), 성진(JBPK), 청주(JBQK), 강릉(JBRK) 등 10여개 도시에 지방방송국이 개국하였다.

### 전시 방송
태평양 전쟁 중에는 일본 제국의 전시하 정책에 따라 선전방송으로 이용되었으며 1942년부터는 한국어 방송이 중단되고 영어식 용어 사용이 금지되었으며 1942년 말에는 단파 방송 밀청 사건이 일어나 경성방송국 관계자와 관련자들이 옥고를 치르기도 하였다. 1945년 8월 13일에는 청진방송국이 소련의 진주에 방송장악을 우려한 일본제국 육군에 의해 폭파되어 사라지기도 했다. 해방 이후 9월 9일부터는 '한국방송공사'라고 개칭되었으며, 9월 15일에 한국인 직원들이 방송국을 인수하였으나 다음날 미군정청이 경성중앙방송국을 접수하였다. 이후 조선방송협회에 의해 운영되었다.

## 수신료
라디오를 수신하기 위해서는 라디오 수신기를 구입하는 이외에 2원씩을 징수하였으며 허가장을 문앞에 부착하여야 했다. 이러한 수신료 징수제도는 영국의 BBC가 선을 보인 방식인데, 일본의 일본방송협회가 이를 참고했으며, 조선방송협회는 이를 다시 참고한 것이다.

### 라디오 등록 대수
- 1927년 12월 31일: 총 5,260대(한국인 949대, 일본인 4,161대)
- 1930년 12월 31일: 총 10,226대
- 1931년 12월 31일: 총 14,733대
- 1933년 12월 31일: 총 32,058대
- 1934년 12월 31일: 총 40.671대
- 1936년 1월 11일: 라디오 등록 총5만대 돌파 축하 방송.
- 1936년 12월 31일: 총 73,247대
- 1936년 12월 31일: 총 112,032대
- 1940년 12월 31일: 총 227,573대
- 1941년 12월 31일: 총 272,000대
- 1943년 7월 30일: 총 285,000대
- 1944년 12월 31일: 총 300,050대